# Магарбал
Магарбал (*д/н —19 жовтня 202 до н. е.) — військовий діяч Карфагенської держави часів Першої і Другої Пунічних війн.

## Життєпис
Син Гімількона, одного з очільника карфагенян в Першій Пунічній війні. Розпочав участь у бойових діях можливо під орудою батька, потім став прибічником Гамількара Барки. Був учасником боїв на завершальному етапі Першої пунічної війни, відзначився під час придушення повстання найманців в Лівії та іспанських походів Гамількара.
Згодом став наближеним до Ганнібала Барки. 219 року командував облоговими силами за відсутності Ганнібала під час боїв за Сагунт. Підтримав план вторгнення на Апеннінський півострів.
Після прибуття Ганнібала до Північної Італії 218 року до н. е. Магарбал на чолі кінноти став спустошувати долину По, намагаючись спонукати місцевих галлів перейти на бік карфагенян. За цим відзначився у битві при Тицині. 217 року до н. е. після битві при Тразименському озері переслідував 6 тис. римлян, яких змусив здатися, яким Магарбал обіцяв безпеку. Ганнібал відмовився ратифікувати капітуляцію, стверджуючи, що Магарбал перевищив свої повноваження. Він звільнив без викупу італіків, залишивши у полоні римських громадян. Після цього Магарбал переміг 4-тисячне римське військо на чолі із претором Гаєм Центенієм. Потім рушив плюндрувати Фалернську рівнину.
216 року до н. е. у битві при Каннах за словами Лівія, Махарбал командував правим флангом, за Аппієм — резервом кінноти. Лівій стверджує, що відразу після перемоги Магарбал закликав Ганнібала негайно проштовхнутися разом зі своєю кіннотою до самого Риму, пообіцявши йому, що якщо він це зробить, то протягом п'яти днів він повинен вечеряти в Капітолії. За відмовою свого командира зробити це, Махарбал зазначав, що Ганнібал справді знав, як здобувати перемоги, але не як їх використовувати.
У 214 році до н. е. був одним з підписантів угоду між Ганнібалом та Гієронімом, царем Сіракуз, щодо спільних дій проти Риму. Надалі діяв у Південній Італії, але нічим не відзначився. 211 року під час походу Ганнібала на Рим плюндрував його околиці.
Звитяжив у битві при Замі 202 року до н. е., відтягнувши сили нумідійської кінноти Масинісси, але сам загинув.